# Nolella blakei
Nolella blakei är en mossdjursart som beskrevs av Rogick 1949. Nolella blakei ingår i släktet Nolella och familjen Nolellidae. Inga underarter finns listade i Catalogue of Life.